# 桑原重正

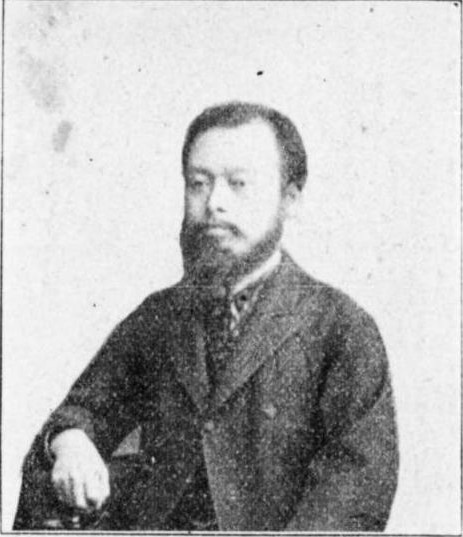
桑原重正

桑原 重正（くわばら しげまさ、1857年9月14日（安政4年7月26日） - 1930年（昭和5年）3月31日）は、日本の政治家、衆議院議員（2期）。

## 経歴
新潟県出身。赤山義塾で学ぶ。中魚沼郡秋成村(現・津南町)長、新潟県会議員、同常置委員となる。
1902年の第7回衆議院議員総選挙において新潟県郡部から同志倶楽部公認で立候補して初当選する。1903年の第8回衆議院議員総選挙では無所属で立候補して再選。衆議院議員を2期務め、1904年の第9回衆議院議員総選挙は不出馬。1930年に死去した。